# 57. Primetime Emmy-gála
Az 57. Primetime Emmy-gála során a 2004 és 2005 között főműsoridőben bemutatott, amerikai televíziós programokat értékelték. A jelölteket az Academy of Television Arts & Sciences választotta ki. A Los Angeles-i Shrine Auditoriumben tartott ceremóniát az CBS tűzte műsorra 2005. szeptember 18-án. A műsor házigazdája Ellen DeGeneres volt. A gálán a Habitat for Humanity megemlékezést szervezett az előtte három héttel történt Katrina hurrikán áldozatai számára.

## Győztesek és jelöltek
A nyertesek félkövérrel jelölve.

### Műsorok
| Legjobb vígjátéksorozat | Legjobb drámasorozat |
| --- | --- |
| - Szeretünk Raymond (CBS) - Az ítélet: család (Fox) - Született feleségek (ABC) - Dokik (NBC) - Will és Grace (NBC)                                                                     | - Lost – Eltűntek (ABC) - 24 (Fox) - Deadwood (HBO) - Sírhant művek (HBO) - Az elnök emberei (NBC)                                |
| Legjobb tévéfilm | Legjobb minisorozat |
| - Warm Springs (HBO) - Lackawanna Blues (HBO) - Peter Sellers élete és halála (HBO) - A hivatal (Epizód: "Karácsonyi különkiadás" (BBC America) - Gyapjúsapka (TNT)                     | - Az elfelejtett herceg (PBS) - 4400 (USA) - Elvis - A kezdet kezdete (CBS) - A múlt fogságában (HBO)                             |
| Legjobb varieté szkeccssorozat | Legjobb vetélkedő |
| - The Daily Show with Jon Stewart (Comedy Central) - Da Ali G Show (HBO) - Late Night with Conan O'Brien (NBC) - Late Show with David Letterman (CBS) - Real Time with Bill Maher (HBO) | - Versenyfutás a világ körül (CBS) - American Idol (Fox) - The Apprentice (NBC) - Leendő divatdiktátorok (Bravo) - Survivor (CBS) |

### Színészek

#### Főszereplők
| Legjobb férfi főszereplő (vígjátéksorozat) | Legjobb női főszereplő (vígjátéksorozat) |
| --- | --- |
| - Tony Shalhoub – Monk – A flúgos nyomozó (Adrian Monk) (USA) - Jason Bateman – Az ítélet: család (Michael Bluth) (Fox) - Zach Braff – Dokik (Dr. John "J.D." Dorian) (NBC) - Eric McCormack – Will és Grace (Will Truman) (NBC) - Ray Romano – Szeretünk Raymond (Ray Barone) (CBS) (Epizód: “A nem ereje”)  | - Felicity Huffman – Született feleségek (Lynette Scavo) (ABC) - Marcia Cross – Született feleségek (Bree Hodge) (ABC) - Teri Hatcher – Született feleségek (Susan Mayer) (ABC) - Patricia Heaton – Szeretünk Raymond (Debra Barone) (CBS) (Epizód: “A finálé”) - Jane Kaczmarek – Már megint Malcolm (Lois) (Fox) (Epizód: “Lois Jaime-vel küzd”) |
| Legjobb férfi főszereplő (drámasorozat) | Legjobb női főszereplő (drámasorozat) |
| - James Spader – Boston Legal – Jogi játszmák (Alan Shore) (ABC) - Hank Azaria – Huff (Craig Huffstodt) (Showtime) - Hugh Laurie – Doktor House (Gregory House) (Fox) - Ian McShane – Deadwood (Al Swearengen) (HBO) - Kiefer Sutherland – 24 (Jack Bauer (Fox)                                               | - Patricia Arquette – A médium (Allison DuBois) (NBC) - Glenn Close – The Shield – Kemény zsaruk (Monica Rawling) (FX) - Frances Conroy – Sírhant művek (Ruth Fisher) (HBO) - Jennifer Garner – Alias (Sydney Bristow) (ABC) - Mariska Hargitay – Esküdt ellenségek: Különleges ügyosztály (Olivia Benson) (NBC)                                   |
| Legjobb férfi főszereplő (minisorozat, antológiasorozat vagy tévéfilm) | Legjobb női főszereplő (minisorozat, antológiasorozat vagy tévéfilm) |
| - Geoffrey Rush – Peter Sellers élete és halála (Peter Sellers) (HBO) - Kenneth Branagh – Warm Springs (Franklin D. Roosevelt) (HBO) - Ed Harris – A múlt fogságában (Miles Roby) (HBO) - William H. Macy – Gyapjúsapka (Gigot) (TNT) - Jonathan Rhys Meyers – Elvis - A kezdet kezdete (Elvis Presley) (CBS) | - S. Epatha Merkerson – Lackawanna Blues (Rachel Crosby) (HBO) - Halle Berry – Mindörökké szerelem (Janie Starks) (ABC) - Blythe Danner – Vissza a múltba (Rebecca Holmes Davitch) (CBS) - Cynthia Nixon – Warm Springs (Eleanor Roosevelt) (HBO) - Debra Winger – Minden rendben lesz (Dawn Anna Townsend) (Lifetime)                             |
| Legjobb egyedülálló alakítás varieté vagy zenés műsorban | |
| - Hugh Jackman – 58. Tony-gála (CBS) - Whoopi Goldberg – Whoopi Back to Broadway – The 20th Anniversary (HBO) - Jay Leno – The Tonight Show with Jay Leno (NBC) - Jon Stewart – The Daily Show with Jon Stewart (Comedy Central)                                                                              | |

#### Mellékszereplők
| Legjobb férfi mellékszereplő (vígjátéksorozat) | Legjobb női mellékszereplő (vígjátéksorozat) |
| --- | --- |
| - Brad Garrett – Szeretünk Raymond (Robert Barone) (CBS) (Epizódok: “Egy állás Robertnek” és “Pat titka”) - Peter Boyle – Szeretünk Raymond (Frank Barone) (CBS) (Epizódok: “Fiúterápia” és “Ízléstelen Frank”) - Sean Hayes – Will és Grace (Jack McFarland) (NBC) - Jeremy Piven – Törtetők (Ari Gold) (HBO) - Jeffrey Tambor – Az ítélet: család (George Bluth, Sr.) (Fox) | - Doris Roberts – Szeretünk Raymond (Marie Barone) (CBS) (Epizódok: “Ízléstelen Frank” és “A finálé”) - Conchata Ferrell – Két pasi – meg egy kicsi (Berta) (CBS) - Megan Mullally – Will és Grace (Karen Walker) (NBC) - Holland Taylor – Két pasi – meg egy kicsi (Evelyn Harper) (CBS) - Jessica Walter – Az ítélet: család (Lucille Bluth) (Fox) |
| Legjobb férfi mellékszereplő (drámasorozat) | Legjobb női mellékszereplő (drámasorozat) |
| - William Shatner – Boston Legal – Jogi játszmák (Denny Crane) (ABC) - Alan Alda – Az elnök emberei (Arnold Vinick) (NBC) - Naveen Andrews – Lost – Eltűntek (Sayid Jarrah (ABC) - Terry O’Quinn – Lost – Eltűntek (John Locke) (ABC) - Oliver Platt – Huff (Russell Tupper) (Showtime)                                                                                       | - Blythe Danner – Huff (Isabelle "Izzy" Huffstodt) (Showtime) - Stockard Channing – Az elnök emberei (Abbey Bartlet) (NBC) - Tyne Daly – Amynek ítélve (Maxine Gray) (CBS) - Sandra Oh – A Grace klinika (Cristina Yang) (ABC) - CCH Pounder – The Shield – Kemény zsaruk (Claudette Wyms) (FX)                                                      |
| Legjobb férfi mellékszereplő (minisorozat, antológiasorozat vagy tévéfilm) | Legjobb női mellékszereplő (minisorozat, antológiasorozat vagy tévéfilm) |
| - Paul Newman – A múlt fogságában (Max Roby) (HBO) - Brian Dennehy – Our Fathers (Dominic Spagnolia) (Showtime) - Philip Seymour Hoffman – A múlt fogságában (Charlie Mayne) (HBO) - Christopher Plummer – Our Fathers (Bernard Francis Law) (Showtime) - Randy Quaid – Elvis - A kezdet kezdete (Tom Parker) (CBS)                                                           | - Jane Alexander – Warm Springs (Sara Roosevelt) (HBO) - Kathy Bates – Warm Springs (Helena Mahoney) (HBO) - Camryn Manheim – Elvis - A kezdet kezdete (Gladys Presley) (CBS) - Charlize Theron – Peter Sellers élete és halála (Britt Ekland) (HBO) - Joanne Woodward – A múlt fogságában (Francine Whiting) (HBO)                                  |

### Rendezők
| Legjobb rendező (vígjátéksorozat) | Legjobb rendező (drámasorozat) |
| --- | --- |
| - Született feleségek (Epizód: "Végzetes csütörtök") – Charles McDougall (ABC) - Törtetők (Epizód: "Pilot") – David Frankel (HBO) - Szeretünk Raymond (Epizód: "A finálé") – Gary Halvorson (CBS) - Monk – A flúgos nyomozó (Epizód: "Mr. Monk beveszi a gyógyszerét") – Randall Zisk (USA) - Will és Grace (Epizód: "It's a Dad, Dad, Dad, Dad World") – James Burrows (NBC) | - Lost – Eltűntek (Epizód: "Túlélők") – J. J. Abrams (ABC) - CSI: A helyszínelők (Epizód: "A síron túl") – Quentin Tarantino (CBS) - Deadwood (Epizód: "Complications") – Gregg Fienberg (HBO) - A Grace klinika (Epizód: "Egy nehéz nap éjszakája") – Peter Horton (ABC) - Huff (Epizód: "Crazy Nuts & All Fucked Up") – Scott Winant (Showtime) - Ments meg! (Epizód: "A bátrak igazsága") – Peter Tolan (FX) - Az elnök emberei (Epizód: "Szavazás") – Alex Graves (NBC) |
| Legjobb rendező (varietésorozat) | Legjobb rendező (minisorozat, antológiasorozat vagy tévéfilm) |
| - A 2004. évi nyári olimpiai játékok nyitóeseménye – Bucky Gunts (NBC) - 77. Oscar-gála – Louis J. Horvitz (ABC) - Da Ali G Show (Epizód: "Rekognize") – James Bobin (HBO) - The Daily Show with Jon Stewart – Chuck O'Neil (Comedy Central) - Late Show with David Letterman – Jerry Foley (CBS)                                                                             | - Peter Sellers élete és halála – Stephen Hopkins (HBO) - A múlt fogságában – Fred Schepisi (HBO) - Lackawanna Blues – George C. Wolfe (HBO) - Warm Springs – Joseph Sargent (HBO) |

### Forgatókönyvírók
| Legjobb forgatókönyv (vígjátéksorozat) | Legjobb forgatókönyv (drámasorozat) |
| --- | --- |
| - Az ítélet: család (Epizód: "Righteous Brothers") – Mitchell Hurwitz, James Vallely (Fox) - Az ítélet: család (Epizód: "Sad Sack") – Barbara Feldman (Fox) - Az ítélet: család (Epizód: "Sword of Destiny") – Brad Copeland (Fox) - Született feleségek (Epizód: "Végzetes csütörtök") – Marc Cherry (ABC) - Szeretünk Raymond (Epizód: "A finálé") – Philip Rosenthal, Ray Romano, Tucker Cawley, Lew Schneider, Steve Skrovan, Jeremy Stevens, Mike Royce, Aaron Shure, Tom Caltabiano, Leslie Caveny (CBS) | - Doktor House (Epizód: "Három sztori") – David Shore (Fox) - Lost – Eltűntek (Epizód: "Túlélők") – J. J. Abrams, Damon Lindelof, Jeffrey Lieber (ABC) - Lost – Eltűntek (Epizód: "A Nagy Túra") – David Fury (ABC) - Ments meg! (Epizód: "A bátrak igazsága") – Peter Tolan, Denis Leary (FX) - Drót (Epizód: "Áthidaló megoldás") – George Pelecanos, David Simon (HBO) |
| Legjobb forgatókönyv (varietésorozat) | Legjobb forgatókönyv (minisorozat vagy tévéfilm) |
| - The Daily Show with Jon Stewart (Comedy Central) - Da Ali G Show (HBO) - Late Night with Conan O'Brien (NBC) - Late Show with David Letterman (CBS) - Real Time with Bill Maher (HBO) | - Peter Sellers élete és halála – Christopher Markus and Stephen McFeely (HBO) - 4400 (Epizód: "Bevezető rész") – Scott Peters, René Echevarria (USA) - A múlt fogságában – Richard Russo (HBO) - A hivatal (Epizód: "Karácsonyi különkiadás") – Ricky Gervais, Stephen Merchant (BBC America) - Warm Springs – Margaret Nagle (HBO)                                      |

## Műsorvezetők
A gálán az alábbi műsorvezetők működtek közre:
- A Született feleségek stábja
- Kyra Sedgwick
- Kiefer Sutherland
- Jon Cryer
- Charlie Sheen
- Blue Man Group
- Hugh Laurie
- Zach Braff
- Jason Lee
- Debra Messing
- Lauren Graham
- Jennifer Love Hewitt
- Bobby Cannavale
- Kathryn Joosten
- Adrian Grenier
- Mischa Barton
- A Szeretünk Raymond stábja
- Amanda Plummer
- Ray Liotta
- Halle Berry
- Ellen Pompeo
- Patrick Dempsey
- Geena Davis
- Matthew Fox
- Jon Stewart
- Quentin Tarantino
- Marg Helgenberger
- Mariska Hargitay
- Jimmy Smits
- Conan O’Brien
- James Spader
- Sela Ward
- Craig Ferguson
- Charles S. Dutton
- Hugh Jackman
- Whoopi Goldberg

## In Memoriam
A gála "in memoriam" szegmense az alábbi elhunyt személyekről emlékezett meg:
- Eddie Albert
- Anne Bancroft
- Mason Adams
- Barbara Bel Geddes
- William Bell
- Shana Alexander
- Dana Elcar
- Rodney Dangerfield
- Greg Garrison
- John Fiedler
- Ossie Davis
- Frank Gorshin
- Perry Lafferty
- Howard Morris
- James Doohan
- Paul Henning
- Brian Kelly
- Howard Keel
- Brock Peters
- Christopher Reeve
- Pat McCormick
- Herb Sargent
- Chris Schenkel
- Danny Simon
- Hal Sitowitz
- Michael Weisbarth
- Ruth Warrick
- Paul Winchell
- Jerry Orbach

## Fordítás
- Ez a szócikk részben vagy egészben  a(z)   57th Primetime Emmy Awards című angol Wikipédia-szócikk fordításán alapul.  Az eredeti cikk szerkesztőit annak laptörténete sorolja fel. Ez a jelzés csupán a megfogalmazás eredetét és a szerzői jogokat jelzi, nem szolgál a cikkben szereplő információk forrásmegjelöléseként.